# Погодин, Александр Львович
Алекса́ндр Льво́вич Пого́дин (3 (15) июня 1872, Витебск — 16 мая 1947, Белград) — русский историк и филолог-славист, доктор славянской филологии, профессор Белградского университета.

## Биография
Родился в дворянской семье.
В 1894 году окончил историко-филологический факультет Императорского Санкт-Петербургского университета, оставлен для подготовки к профессорскому званию. Ученик В. И. Ламанского.
С 1895 года преподаватель истории в 6-й Санкт-Петербургской гимназии. С 1896 года преподаватель славянских древностей в Санкт-Петербургском археологическом институте.
С 1897 года приват-доцент по кафедре славянской филологии Санкт-Петербургского университета.
С 1901 года магистр (тема диссертации «Из истории славянских передвижений») и с 1905 года доктор славянской филологии (тема диссертации «Следы корней-основ в славянских языках»).
Экстраординарный (1902) и ординарный (1906) профессор по кафедре славянской филологии Варшавского университета. В 1908 году уволен в числе профессоров, доказывавших справедливость польских требований к России.
С 1908 года ординарный профессор по кафедре славяноведения Бестужевских высших женских курсов, статский советник.
В 1910—1919 годах ординарный профессор по кафедре славянской филологии Харьковского университета.
Награждён орденом св. Анны III и II (1916) степени.
С января 1918 г. — редактор харьковской газеты «Жизнь». Сочувственно относился к Донскому Атаману Петру Краснову и его военно-политической стратегии.
1 марта 1920 г. эвакуирован вместе с женой Верой Исидоровной из Новороссийска.
После кончины жены Веры Исидоровны, женился вторично, трое сыновей.
Член Поместного Собора Православной Российской Церкви по избранию как мирянин от Харьковской епархии, участвовал до 28 августа 1917 года.
В 1917—1919 годах редактор харьковских газет «Русская жизнь», «Жизнь России», «Жизнь». В 1919 году гласный Харьковской городской думы, в начале 1920 года эвакуировался из Новороссийска в Королевство Сербов, Хорватов и Словенцев.
С 1921 году преподаватель русского языка и литературы в Белградском университете, председатель Отделения языка и литературы Русского научного института, член белградского Союза русских писателей и журналистов, Русского Всезаграничного Церковного Собора (в заседаниях не участвовал), основатель и председатель Русского археологического общества в Королевстве Сербов, Хорватов и Словенцев. 
В 1928 году преподавал историю в 1-й русско-сербской мужской гимназии.
В 1929—1935 годах преподаватель русской литературы в русско-сербской женской гимназии. В 1938 году член Второго Всезарубежного Собора РПЦЗ. В 1939—1941 годы профессор Белградского университета, уволен после начала немецкой оккупации.
Похоронен на Новом кладбище в Белграде (участок 106).

## Научная деятельность
Работы по истории и литературе славянских народов написаны с позиции позитивиста. Часть из них опубликована в «Русском филологическом вестнике». Резко критиковал взгляды славянофилов. Отстаивал права польской историографической школы (как член Академического союза). Одним из первых в России занялся историей и этнографией гуцулов. Среди русского населения Прикарпатской области особенно любопытны в этнографическом отношении гуцулы, сохранившие, благодаря своей неприступности, много любопытных черт старого быта. Сами гуцулы, название которых происходит, вероятно, от какого-то румынского слова, называют себя руснаками или русскими людьми. - писал Погодин ("Зарубежная Русь"). В годы Первой мировой войны полонофильство Погодина пошло на убыль. Учёный сочувственно относился к Олексе Довбушу, коего именовал последним карпато-русским вождём восстанцев-опрешков (опришков).